# Kalle Anka spelar ishockey
Kalle Anka spelar ishockey (engelska: The Hockey Champ) är en amerikansk animerad kortfilm med Kalle Anka från 1939.

## Handling
Kalle Anka ska visa för Knattarna hur han fick sin hockeypokal med sin teknik. Men Knattarna har sina egna knep.

## Om filmen
Filmen hade svensk premiär den 1 september 1939 på Chinateatern i Stockholm och visades som förfilm till långfilmen Två ska man vara.
Filmen har givits ut på DVD i flera olika utgåvor och finns dubbad till svenska.

## Rollista
- Clarence Nash – Kalle Anka, Knatte, Fnatte och Tjatte[7]